# 亭阁式塔

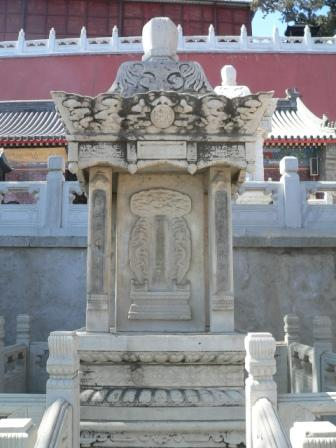
北京灵光寺塔院中的方亭式石塔

亭阁式塔较楼阁式塔结构简单，更为平民化。形式上如同中国式的亭阁顶上加了个印度式的塔刹。塔身有四角形、六角形、八角形、圆形等，大多为单层。早期亭阁式塔为木质结构，后来被砖式所取代。最初亭阁式塔只是为了供奉佛像，后来逐渐发展成了埋葬僧人或普通人的墓塔。
有一种类似亭阁式的塔，塔基上置一球体作为塔身，其上置一塔檐，檐顶上设塔刹，即以方、圆、三角、半月、团形的石块予以叠制，形成的造型叫做五轮塔。五轮塔都是石材建造，造型虽然简单，却富于变化，依地点、时代的不同而具体造型不同。五轮塔在元明时发展成两类，一类为佛教显宗所用，自成体系，数量较多；一类为佛教密宗所用，没有单独形成体系，建造数量也较少。这类塔由于形式上的特点，多被用作墓塔。
现存最早的亭阁式塔为少林寺塔林唐代法玩禅师塔。亭阁式塔在宋代、辽代、金代最流行，元代以后就逐渐绝迹了。

## 亭阁式塔列表

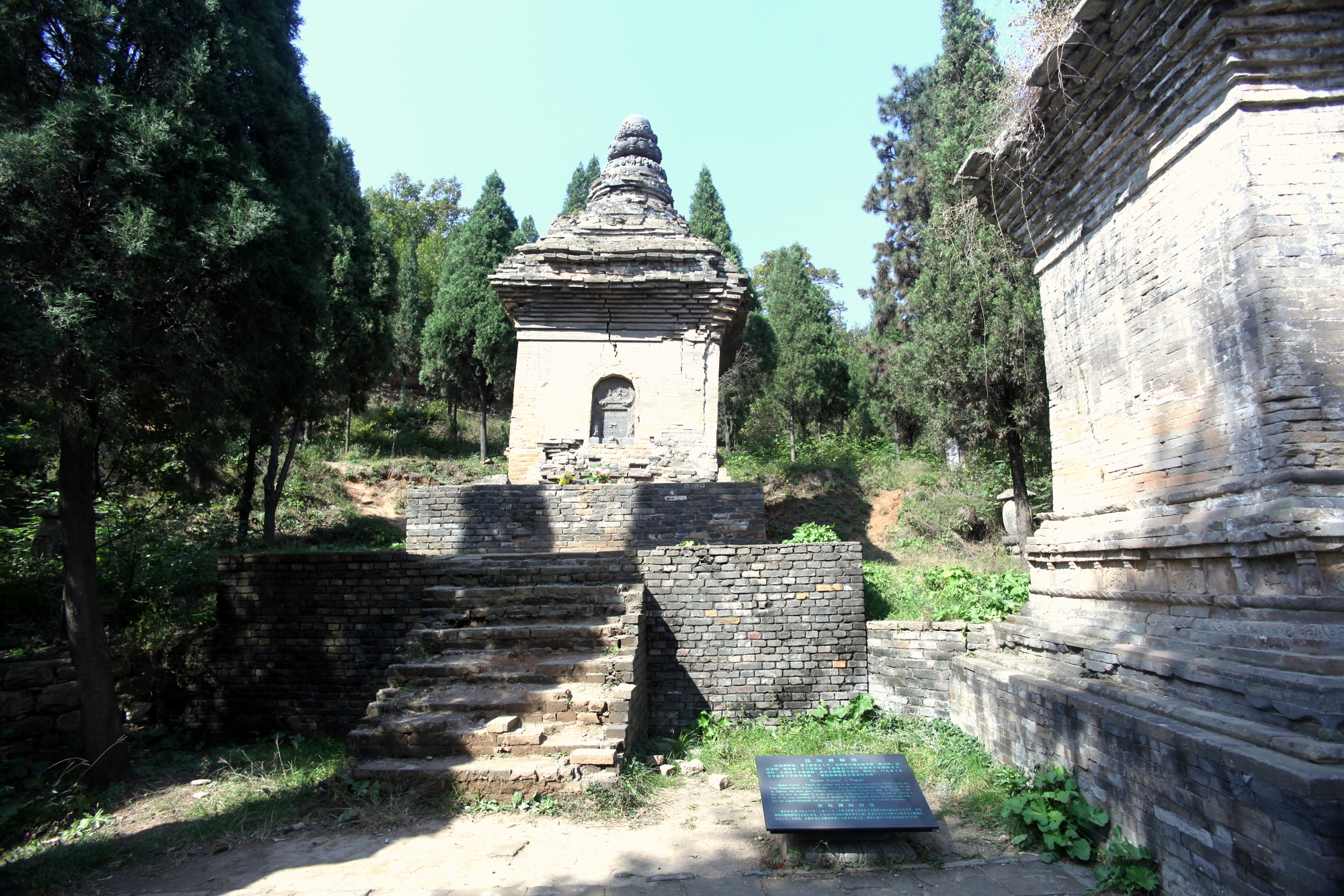
少林寺塔林唐代法玩禅师塔
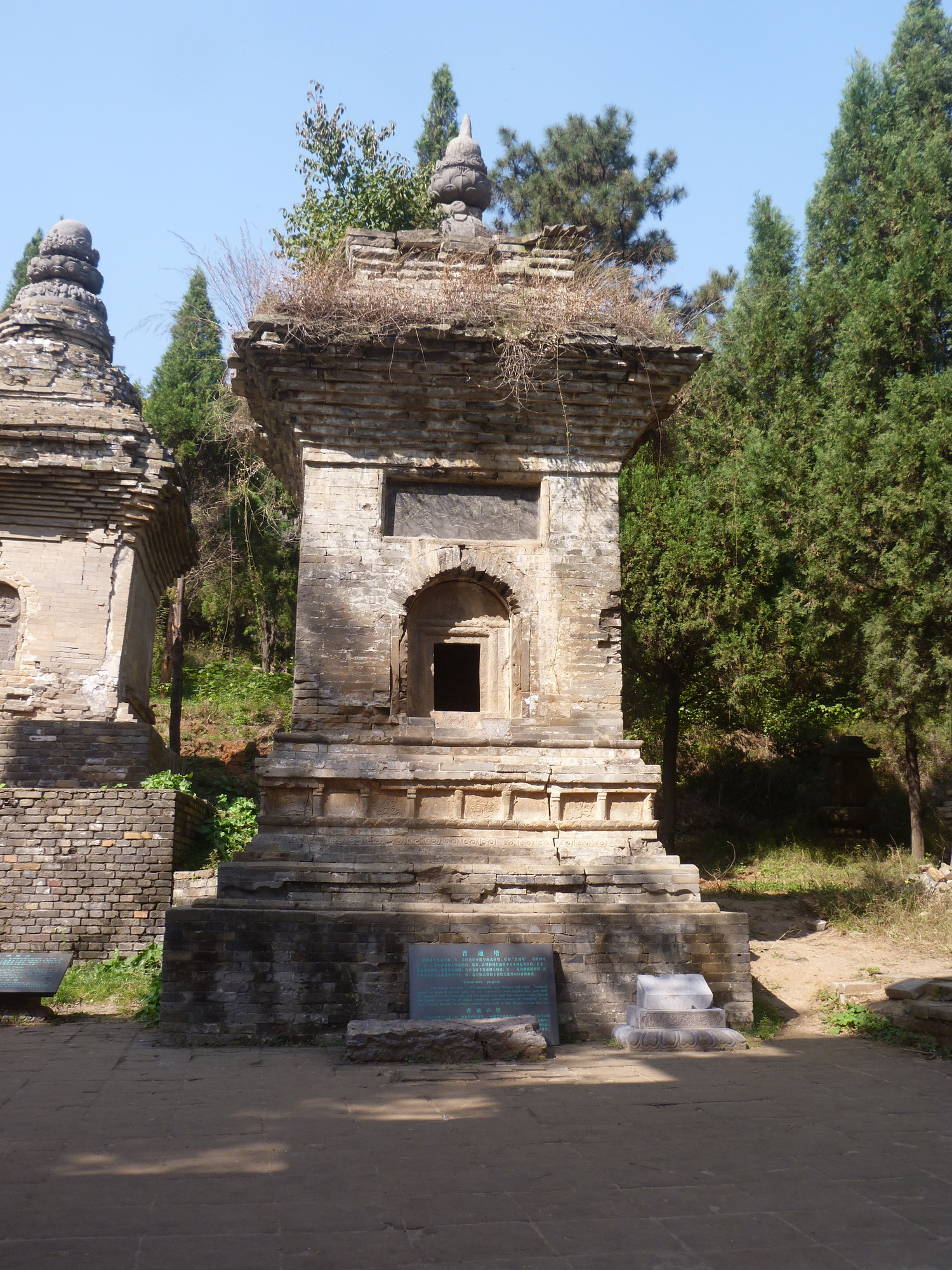
少林寺普通塔 河南，嵩山，北宋
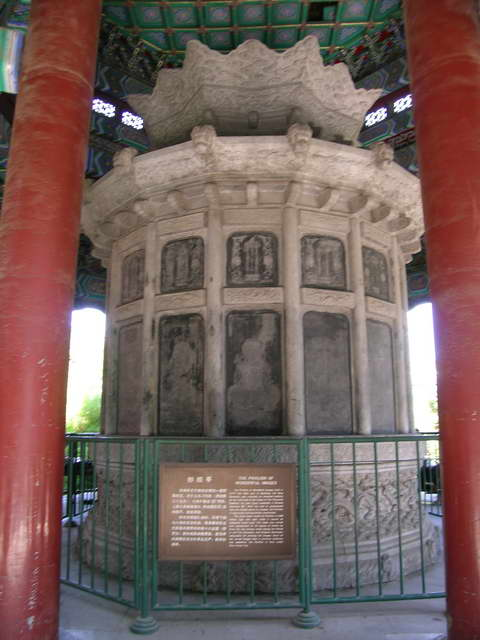
妙相亭塔 （北京，清代）
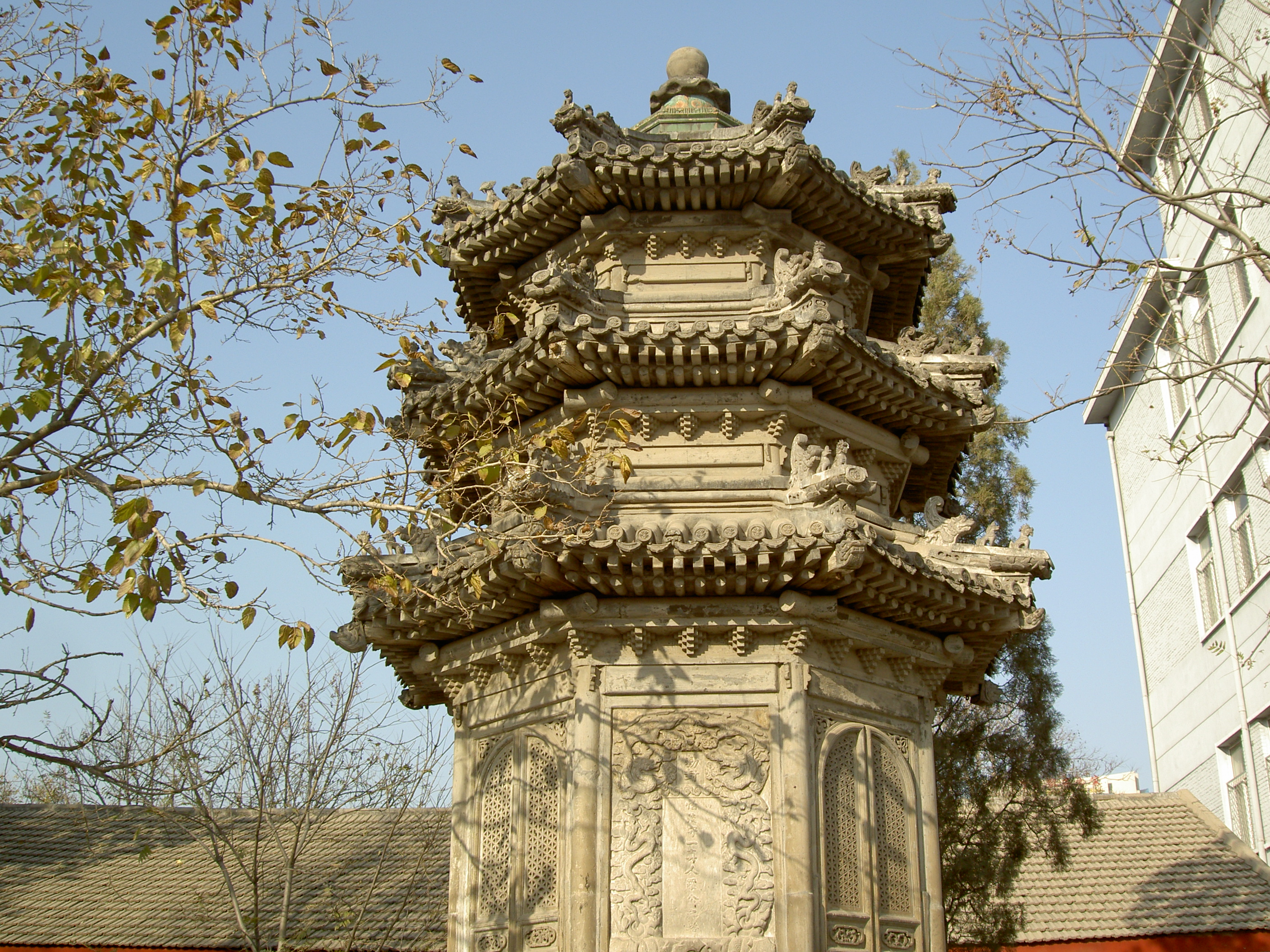
白云观真人塔 （北京，清代）